# Huta Barangan
Huta Barangan is een bestuurslaag in het regentschap Sibolga van de provincie Noord-Sumatra, Indonesië. Huta Barangan telt 2209 inwoners (volkstelling 2010).